# Edgar Allan Poe
Edgar Allan Poe (născut Edgar Poe; n. 19 ianuarie 1809, Boston, Massachusetts, SUA – d. 7 octombrie 1849, Baltimore, America Britanică⁠(d), Regatul Marii Britanii) a fost un scriitor, poet, redactor și critic literar american, cel mai bine cunoscut pentru poeziile și povestirile sale, în special pentru poveștile sale de mister și macabru. El este considerat o figură centrală a romantismului în Statele Unite și în literatura americană⁠(d). A fost unul dintre cei mai timpurii autori de nuvelă din țară și este considerat inventatorul genului ficțiunii polițiste⁠(d), precum și un important contribuitor la genul ficțiunii științifico-fantastice aflat în curs de dezvoltare. Poe este primul scriitor american cunoscut care și-a câștigat existența doar scriind, ceea ce a dus la o viață și o carieră dificile din punct de vedere financiar.
Poe s-a născut în Boston, al doilea copil al actorilor David⁠(d) și Elizabeth „Eliza” Poe⁠(d). Tatăl său a abandonat familia în 1810, iar când mama sa a murit în anul următor, Poe a fost adoptat de John și Frances Allan din Richmond, Virginia. Adopția nu a fost niciodată formalizată, dar Edgar a rămas alături de ei până la vârsta adultă. A urmat Universitatea Virginiei⁠(d), dar a renunțat după un an din cauza lipsei de bani. S-a certat cu John Allan pe marginea fondurilor pentru educația sa și pentru datoriile sale la jocuri de noroc. În 1827, după ce s-a înrolat în Armata Statelor Unite sub un nume fals, și-a publicat prima colecție de poezii, Tamerlane and Other Poems⁠(d), semnată doar „un bostonez”. Poe și Allan s-au apropiat temporar după moartea soției lui Allan în 1829. Ulterior, Poe a încercat să devină ofițer cadet la West Point, dar a eșuat fiind mustrat pentru insubordonare și-a declarat dorința fermă de a fi poet și scriitor și s-a despărțit de Allan.
Poe și-a îndreptat apoi atenția asupra prozei și a petrecut următorii câțiva ani lucrând pentru reviste și periodice literare, devenind cunoscut pentru propriul stil de critică literară. Munca l-a obligat să se mute în mai multe orașe, între care Baltimore, Philadelphia și New York City. În 1836, s-a căsătorit cu verișoara sa, Virginia Clemm, în vârstă de 13 ani, dar aceasta a murit de tuberculoză în 1847. În ianuarie 1845, și-a publicat poezia „Corbul” care a avut instantaneu succes. El a plănuit ani de zile să producă propriul său jurnal The Penn (redenumit mai târziu The Stylus), dar înainte de a putea fi publicat, a murit în stradă la Baltimore la 7 octombrie 1849, în vârstă de 40 de ani, în circumstanțe misterioase. Cauza morții sale rămâne necunoscută și a fost atribuită în mod diferit mai multor cauze, inclusiv unor boli, alcoolismului, turbării, abuzului de substanțe și sinuciderii.
Poe și lucrările sale au influențat literatura din întreaga lume, precum și domenii specializate, cum ar fi cosmologia și criptografia. El și opera sa apar prin întreaga cultură populară în literatură, muzică, filme și televiziune. Unele dintre casele sale sunt muzee dedicate. Mystery Writers of America oferă anual un premiu Edgar pentru opere în genul misterului.

## Tinerețea

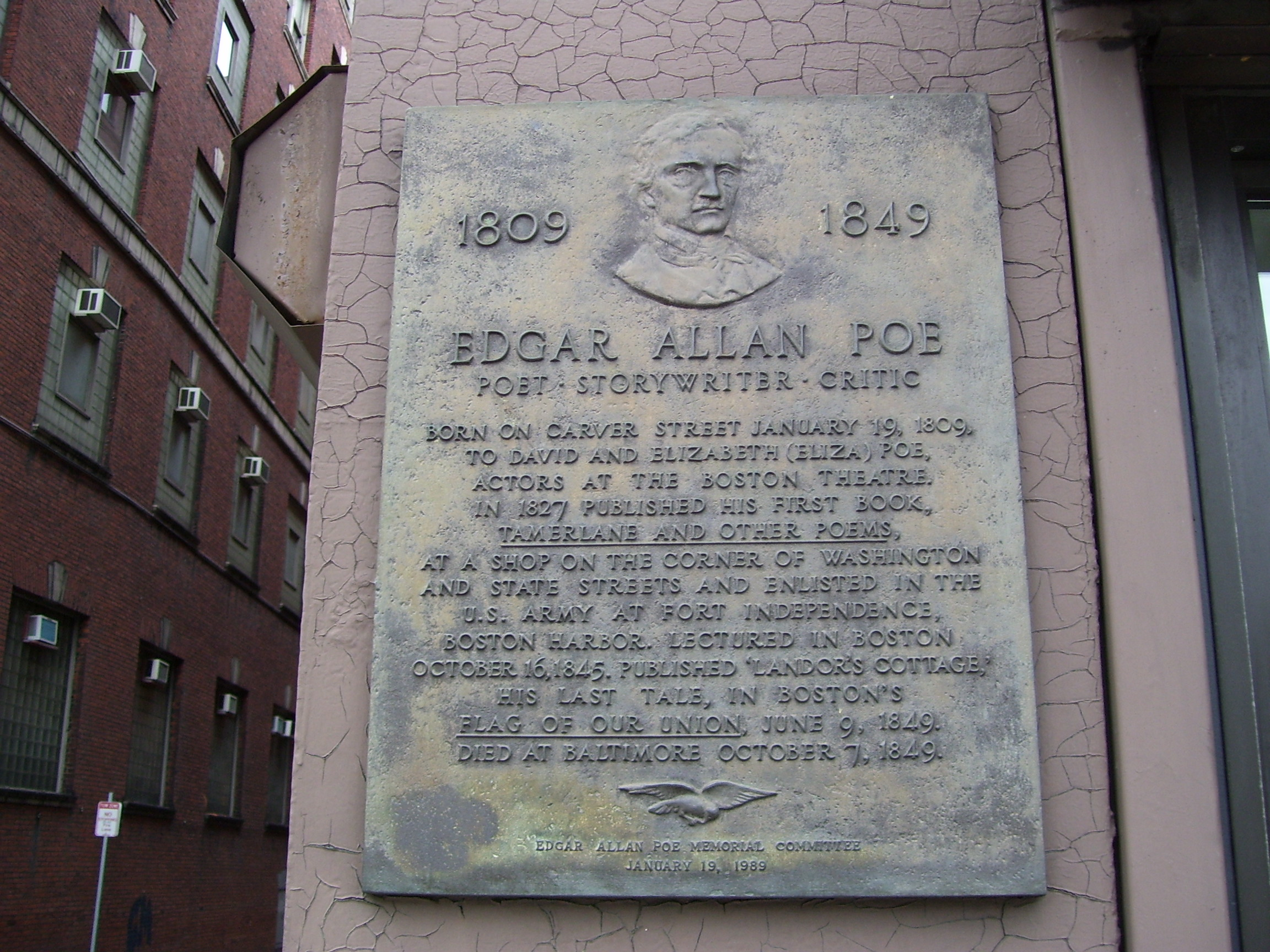
Plachetă amplasată în Boston pentru a marca locul aproximativ al nașterii lui Poe

Edgar Poe s-a născut în Boston, Massachusetts, pe 19 ianuarie 1809, al doilea copil al actorului american David Poe Jr.⁠(d) și al actriței de origine engleză Elizabeth Arnold Hopkins Poe⁠(d). Avea un frate mai mare, William⁠(d), și o soră mai mică, Rosalie⁠(d). Bunicul lor, David Poe, emigrase din comitatul Cavan, Irlanda, în preajma anului 1750.
Tatăl său a abandonat familia în 1810, iar mama lui a murit un an mai târziu de tuberculoză pulmonară. După aceea, Poe a fost luat în casa lui John Allan, un negustor de succes din Richmond, Virginia, care comercializa o varietate de bunuri, inclusiv pânză, grâu, pietre funerare, tutun și sclavi. Soții Allan au servit ca familie adoptivă și i-au dat numele „Edgar Allan Poe”, deși nu l-au adoptat niciodată oficial.
Familia Allan l-a botezat pe Poe în Biserica Episcopală în 1812. John Allan alterna între a-și răsfăța și disciplina agresiv fiul adoptiv. Familia a călătorit în Regatul Unit în 1815, iar Poe a urmat o scurtă perioadă de școală în Irvine, Ayrshire⁠(d), Scoția (unde se născuse Allan), înainte de a se alătura familiei la Londra în 1816. Acolo a studiat la un internat din Chelsea⁠(d) până în vara anului 1817. Ulterior, a fost înscris la Reverend John Bransby's Manor House School din Stoke Newington⁠(d), pe atunci o suburbie aflată la 6 km nord de Londra.
Poe s-a mutat cu familia Allan înapoi la Richmond în 1820. În 1824, el a servit ca locotenent al gărzii de onoare a tinerilor din Richmond, cu ocazia sărbătoririi vizitei marchizului de Lafayette⁠(d) în oraș. În martie 1825, unchiul lui Allan și finanțatorul afacerii lui, William Galt, a murit. Se spunea că el ar fi fost unul dintre cei mai bogați oameni din Richmond,  și i-a lăsat lui Allan câteva hectare de proprietăți imobiliare. Moștenirea era estimată la 750.000 de dolari (echivalent cu $16.000.000 in 2017). În vara anului 1825, Allan și-a sărbătorit bogăția în expansiune cumpărând o casă de cărămidă cu două etaje numită Moldavia.
Este posibil ca Poe să fi fost deja logodit cu Sarah Elmira Royster⁠(d) înainte de a se înscrie la Universitatea Virginiei⁠(d) în februarie 1826 pentru a studia limbile antice și moderne. Universitatea era la început, fiind recent înființat pe idealurile fondatorului său Thomas Jefferson. Avea reguli stricte împotriva jocurilor de noroc, cailor, armelor, tutunului și alcoolului, dar aceste reguli erau în mare parte ignorate. Jefferson pusese în aplicare un sistem de autoguvernare a studenților, care le permitea acestora să-și aleagă propriile studii, să-și facă propriile aranjamente pentru cazare și să raporteze profesorilor toate erorile. Acest sistem unic era încă în haos și rata de abandon era mare. În perioada petrecută acolo, Poe a pierdut legătura cu Royster și s-a înstrăinat și de tatăl său adoptiv din cauza datoriilor la jocuri de noroc. El a susținut că Allan nu i-a dat suficienți bani pentru a se înscrie la cursuri, pentru a cumpăra cărți și pentru a procura și amenaja un cămin. Allan a trimis bani și haine suplimentare, dar datoriile lui Poe au crescut. Poe a renunțat la universitate după un an, dar nu s-a simțit binevenit să se întoarcă la Richmond, mai ales când a aflat că iubita lui, Royster, se căsătorise cu un alt bărbat, Alexander Shelton. A călătorit la Boston în aprilie 1827, întreținându-se din orice slujbă putea găsi, de funcționar și redactor de ziar, și a început să folosească pseudonimul Henri Le Rennet în această perioadă.

## Cariera militară

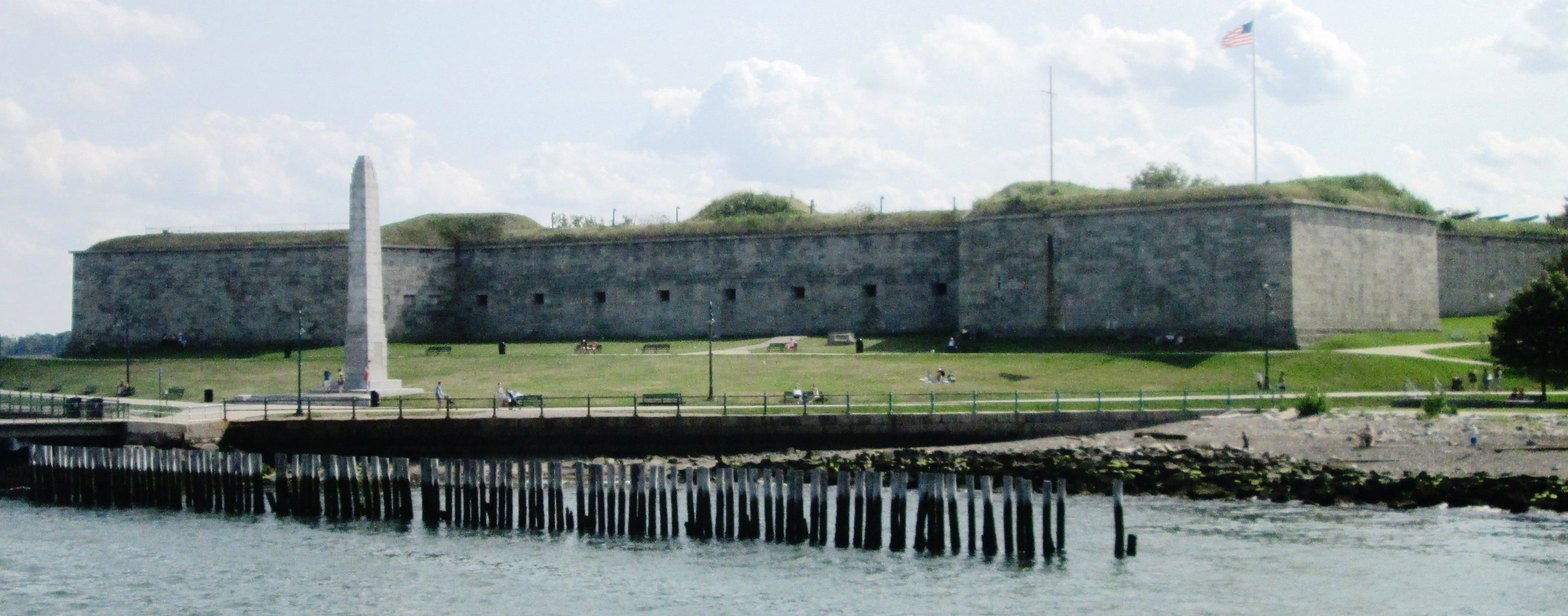
Poe a staționat la din Boston pe când era în armată.

Poe nu putea să se întrețină singur, așa că s-a înrolat în armata Statelor Unite ca soldat la 27 mai 1827, folosind numele „Edgar A. Perry”. El a susținut că avea 22 de ani, deși avea doar 18. A fost mai întâi postat la Fort Independence⁠(d) din Golful Boston⁠(d), cu o soldă de cinci dolari pe lună. În acel an, el a lansat prima carte, o colecție de 40 de pagini de poezie intitulată Tamerlane and Other Poems⁠(d), semnată „un bostonez”. Au fost tipărite doar 50 de exemplare, iar cartea nu a primit aproape niciun fel de atenție. Regimentul lui Poe a fost trimis apoi la Fort Moultrie din Charleston, Carolina de Sud, și a călătorit pe mare pe brigantul Waltham în ziua de 8 noiembrie 1827. Poe a primit sarcina de „artificier”, un militar meseriaș care pregătea obuze pentru artilerie și i s-a dublat solda lunară. A servit timp de doi ani și a ajuns la gradul de sergent major de artilerie (cel mai înalt grad pe care-l putea atinge un subofițer); a căutat apoi să își încheie stagiul militar de cinci ani mai devreme. Și-a dezvăluit numele real și circumstanțele sale comandantului său, locotenentul Howard, care i-a permis lui Poe să fie lăsat la vatră cu condiția să se împace cu Allan. Poe i-a scris o scrisoare lui Allan, care nu a fost înțelegător și a ignorat cererile lui Poe timp de câteva luni; este posibil ca Allan să nu-i fi scris lui Poe nici măcar pentru a-l pune în temă cu boala mamei sale adoptive. Frances Allan a murit pe 28 februarie 1829, iar Poe a venit în vizită a doua zi după înmormântare. Înmuiat, poate, de moartea soției sale, Allan a acceptat să susțină încercarea lui Poe de a fi eliberat din serviciul militar pentru a primi o numire la Academia Militară a Statelor Unite de la West Point, New York.
Poe a fost în cele din urmă lăsat la vatră pe 15 aprilie 1829, după ce și-a asigurat un înlocuitor care să-i ducă serviciul la bun sfârșit. Înainte de a intra la West Point, el s-a mutat la Baltimore pentru o perioadă pentru a rămâne cu mătușa sa văduvă Maria Clemm, fiica ei Virginia Eliza Clemm (verișoara primară a lui Poe), fratele său Henry și bunica sa invalidă Elizabeth Cairnes Poe. În septembrie al aceluiași an, Poe a primit „primele cuvinte de încurajare pe care mi le-am amintit că le-am auzit” într-o recenzie a poeziei sale de către influentul critic John Neal⁠(d), ceea ce l-a făcut pe Poe să-i dedice lui Neal una din poeziile din a doua sa carte, Al Aaraaf, Tamerlane and Minor Poems, publicată la Baltimore în 1829.
Poe a mers la West Point și s-a înmatriculat drept cadet la 1 iulie 1830. În octombrie 1830, Allan s-a căsătorit cu a doua sa soție, Louisa Patterson. Această căsătorie, alături de aprigele certuri cu Poe pe tema copiilor pe care Allan i-a avut din relații extraconjugale, l-au determinat pe tatăl adoptiv să-l renege și să-l dezmoștenească pe Poe. Poe a decis să părăsească West Point, ajungând intenționat în fața curții marțiale. La 8 februarie 1831, a fost judecat pentru neglijarea gravă a datoriei și neascultarea ordinelor pentru refuzul de a participa la instrucție, cursuri sau biserică. El a pledat nevinovat doar pentru a ajunge să fie exmatriculat, știind că va fi găsit vinovat.
Poe a plecat la New York în februarie 1831 și a lansat un al treilea volum de poezii, intitulat simplu Poems. Cartea a fost finanțată cu ajutorul colegilor săi cadeți de la West Point, dintre care mulți au donat câte 75 de cenți, strângând un total de 170 de dolari. Este posibil ca ei să se fi așteptat la versuri asemănătoare cu cele satirice pe care Poe le scrisese despre ofițerii comandanți. Volumul a fost tipărit de Elam Bliss din New York, etichetat ca „a doua ediție” și incluzând o pagină care dedica volumul „cu respet, Corpului de Cadeți al SUA”. În el erau retipărite din nou lungile poezii „Tamerlane” și „Al Aaraaf”, dar și șase poezii nepublicate anterior, inclusiv versiuni timpurii ale poeziilor „Către Helen”, „Israfel⁠(d)” și „Cetatea din mare”. Poe s-a întors la Baltimore la mătușa, fratele și vărul său în martie 1831. Fratele său mai mare, Henry, era bolnav, în parte din cauza problemelor legate de alcoolism, și a murit la 1 august 1831.

## Cariera publicistică
După moartea fratelui său, Poe a demarat încercări mai serioase de a-și începe cariera de scriitor, dar a nimerit o perioadă dificilă în publicistica americană. A fost unul dintre primii americani care au trăit numai din scris și a avut dificultăți din cauza lipsei unei legi internaționale privind drepturile de autor. Editorii americani produceau adesea copii neautorizate ale operelor britanice în loc să plătească pentru lucrări noi scrise de americani. Industria a fost afectată deosebit de grav și de Panica din 1837⁠(d). În această perioadă, apăreau din ce în ce mai multe periodice americane, creștere alimentată parțial de noile tehnologii, dar multe nu au rezistat mai mult de câteva numere. Editorii refuzau adesea să-și plătească scriitorii sau îi plăteau mult mai târziu decât promiseseră, iar Poe a trebuit de multe ori să se roage să primească pentru bani și alte forme de asistență.

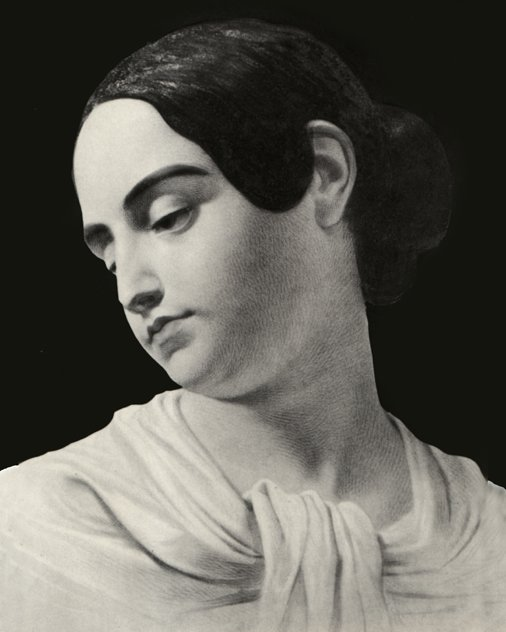
Poe (care avea atunci 26 de ani) a obținut în 1835 permisiunea de a se căsători cu verișoara sa Virginia Clemm (pe atunci în vârstă de 13 ani). Au fost căsătoriți 11 ani până la moartea ei, care ar putea fi inspirația pentru unele din scrierile lui.

După primele sale încercări de poezie, Poe și-a îndreptat atenția către proză, probabil pe baza criticilor lui John Neal din revista The Yankee⁠(d). A publicat câteva povestiri într-o publicație din Philadelphia și a început să lucreze la singura sa dramă, Politian⁠(d). The Baltimore Saturday Visiter i-a acordat un premiu în octombrie 1833 pentru nuvela sa „Manuscris găsit într-o sticlă”. Povestea l-a adus în atenția lui John P. Kennedy⁠(d), un baltimorez cu o avere considerabilă, care l-a ajutat pe Poe să plaseze unele dintre povestirile sale și l-a prezentat lui Thomas W. White, editor la Southern Literary Messenger din Richmond. Poe a devenit redactor asistent al periodicului în august 1835, dar White l-a concediat în câteva săptămâni pentru că venea beat la serviciu. Poe s-a întors la Baltimore, unde a obținut permisiunea de a se căsători cu verișoara sa, Virginia, pe 22 septembrie 1835, deși nu se știe dacă ei chiar s-au căsătorit la acea dată. El avea 26 de ani, iar ea 13.
Poe a fost reangajat de White după ce a promis să-și revizuiască comportamentul și s-a întors la Richmond cu Virginia și mama ei. A rămas la Messenger până în ianuarie 1837. În această perioadă, Poe a susținut că tirajul ar fi crescut de la 700 la 3.500 de exemplare. A publicat în ziar mai multe poezii, recenzii de cărți, critici și povestiri. Pe 16 mai 1836, el și Virginia au ținut o ceremonie de nuntă presbiteriană, oficiată de Amasa Converse⁠(d) la pensiunea lor din Richmond, cu un martor care atestă în mod fals vârsta lui Clemm ca fiind 21 de ani.
Romanul lui Poe Narațiunea lui Arthur Gordon Pym din Nantucket a fost publicat și revizuit de numeroși critici în 1838. În vara anului 1839, a devenit redactor asistent la Burton's Gentleman's Magazine. A publicat numeroase articole, povestiri și recenzii, sporindu-și reputația de critic iscusit pe care o dobândise la Messenger. Tot în 1839, a apărut colecția Tales of the Grotesque and Arabesque⁠(d) în două volume, dar din ea a câștigat puțini bani și a primit recenzii mixte.
În iunie 1840, Poe a publicat un prospect⁠(d) prin care își anunța intențiile de a-și începe propria revistă intitulată The Stylus, deși inițial intenționa să o numească The Penn, deoarece ar fi avut sediul în Philadelphia. El a cumpărat spațiu publicitar pentru prospectul său în numărul din 6 iunie 1840 din Saturday Evening Post din Philadelphia: „Prospect al revistei Penn, periodic literar lunar care urmează să fie editat și publicat în orașul Philadelphia de către Edgar A. Poe”. Revista nu a fost niciodată publicată înainte de moartea lui Poe.
Poe a părăsit Burton's după aproximativ un an și și-a găsit un post de redactor și co-editor la revista lunară care pe atunci avea foarte mare succes, Graham's Magazine. În ultimul număr din Graham's din 1841, Poe a fost printre co-semnatarii unei note editoriale de celebrare a succesului extraordinar pe care revista îl obținuse în ultimul an: „Poate că editorii niciunei reviste, nici din America, nici din Europa, nu s-au așezat vreodată, la sfârșitul unui an, pentru a contempla progresul muncii lor cu mai multă satisfacție decât o facem noi acum. Succesul nostru a fost fără precedent, aproape incredibil. Putem afirma fără teamă de contradicție că niciun periodic nu a avut parte de o asemenea creștere într-o perioadă atât de scurtă.”
În această perioadă, Poe a încercat să obțină un post în administrația președintelui John Tyler, susținând că este membru al Partidului Whig. El spera să fie numit la Vămile Statelor Unite⁠(d) din Philadelphia cu ajutorul fiului președintelui Tyler, Robert⁠(d), o cunoștință a prietenului lui Poe, Frederick Thomas. Poe nu s-a prezentat la o întâlnire cu Thomas pentru a discuta numirea la mijlocul lunii septembrie 1842, pretinzând că este bolnav, deși Thomas credea că de fapt era beat. Lui Poe i s-a promis o numire, dar toate posturile au fost ocupate de alții.

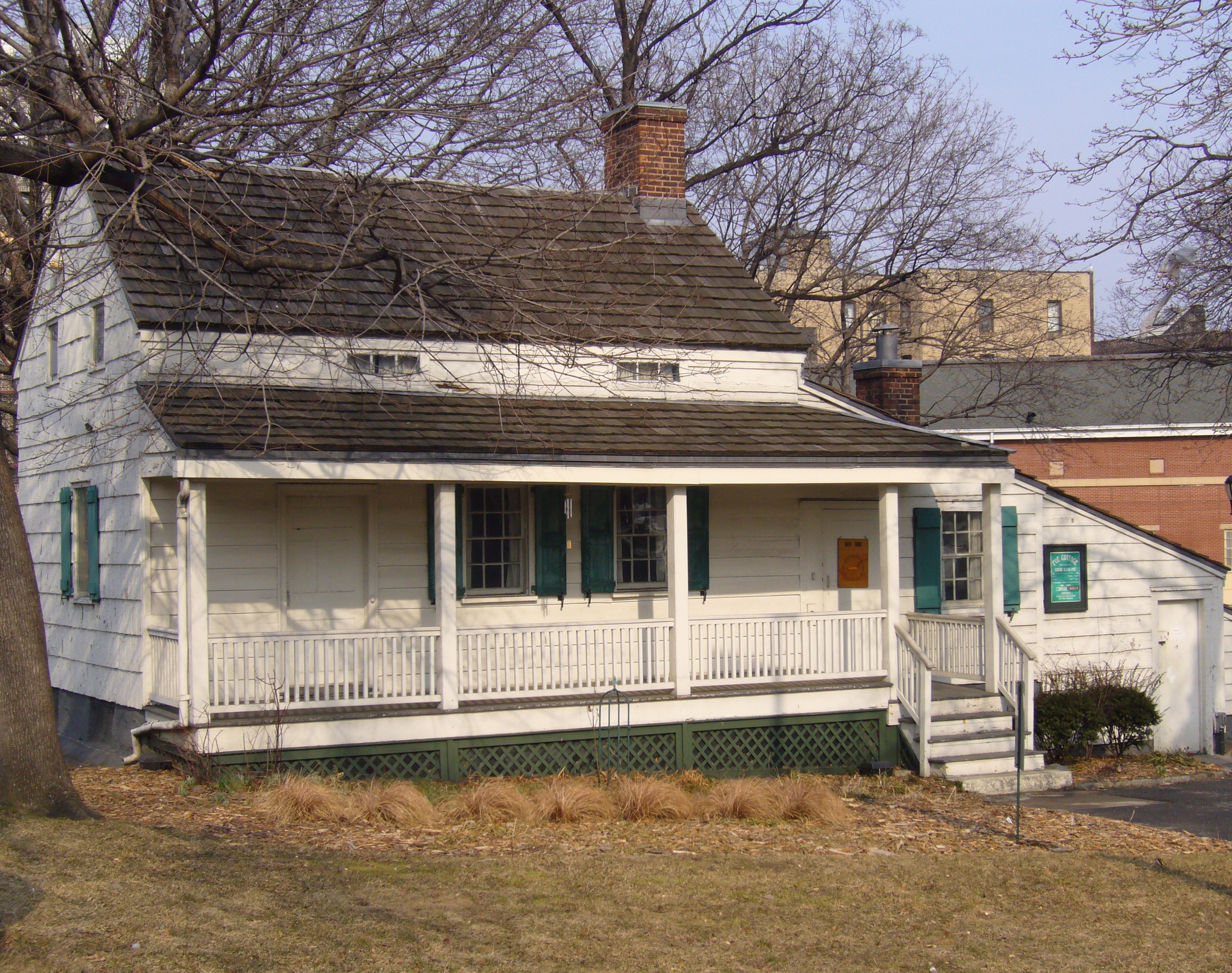
Căsuța din (Bronx) unde Poe și-a petrecut ultimii ani

Într-o seară de ianuarie 1842, Virginia a dat primele semne de tuberculoză, în timp ce cânta la voce și la pian, semne pe care Poe le-a descris ca fiind spargerea unui vas de sânge în gât. Ea și-a revenit doar parțial, iar Poe a început să bea mai mult sub stresul bolii ei. El a părăsit Graham's și a încercat să găsească un nou post, o vreme încercând să găsească o angajare la stat. S-a întors la New York, unde a lucrat pentru scurt timp la Evening Mirror, înainte de a deveni editor la Broadway Journal, și ulterior patronul acestei publicații. Acolo, Poe s-a înstrăinat de alți scriitori, acuzându-l public pe Henry Wadsworth Longfellow de plagiat, deși Longfellow nu a răspuns niciodată acuzațiilor. La 29 ianuarie 1845, poezia „Corbul” a apărut în Evening Mirror și a devenit o senzație populară. Ea l-a făcut pe Poe celebru aproape instantaneu, deși primise doar 9 dolari pentru publicarea ei. A fost publicată concomitent în The American Review: A Whig Journal sub semnătura pseudonimă „Quarles”.
Broadway Journal a eșuat în 1846, și Poe s-a mutat într-o casă mică din Fordham, New York⁠(d), în Bronx. Acea casă, cunoscută acum sub numele de Edgar Allan Poe Cottage⁠(d), a fost mutată în anii următori într-un parc de lângă colțul de sud-est între Grand Concourse⁠(d) și Kingsbridge Road. În apropiere, Poe s-a împrietenit cu iezuiții de la St. John's College, astăzi Universitatea Fordham⁠(d). Virginia a murit acolo la 30 ianuarie 1847. Biografii și criticii sugerează adesea că tema frecventă a lui Poe despre „moartea unei femei frumoase” provine din pierderea repetată a femeilor de-a lungul vieții sale, inclusiv a soției sale.
Poe a fost din ce în ce mai instabil după moartea soției sale. A încercat să o curteze pe poeta Sarah Helen Whitman⁠(d), care locuia în Providence, Rhode Island. Logodna lor a eșuat, se presupune că din cauza comportamentului imprevizibil și alcoolismlui lui Poe. Există, de asemenea, dovezi puternice că mama lui Whitman a intervenit și a făcut multe pentru a destrăma relația lor. Poe s-a întors apoi la Richmond și a reluat o relație cu iubita sa din copilărie Sarah Elmira Royster.

## Moartea

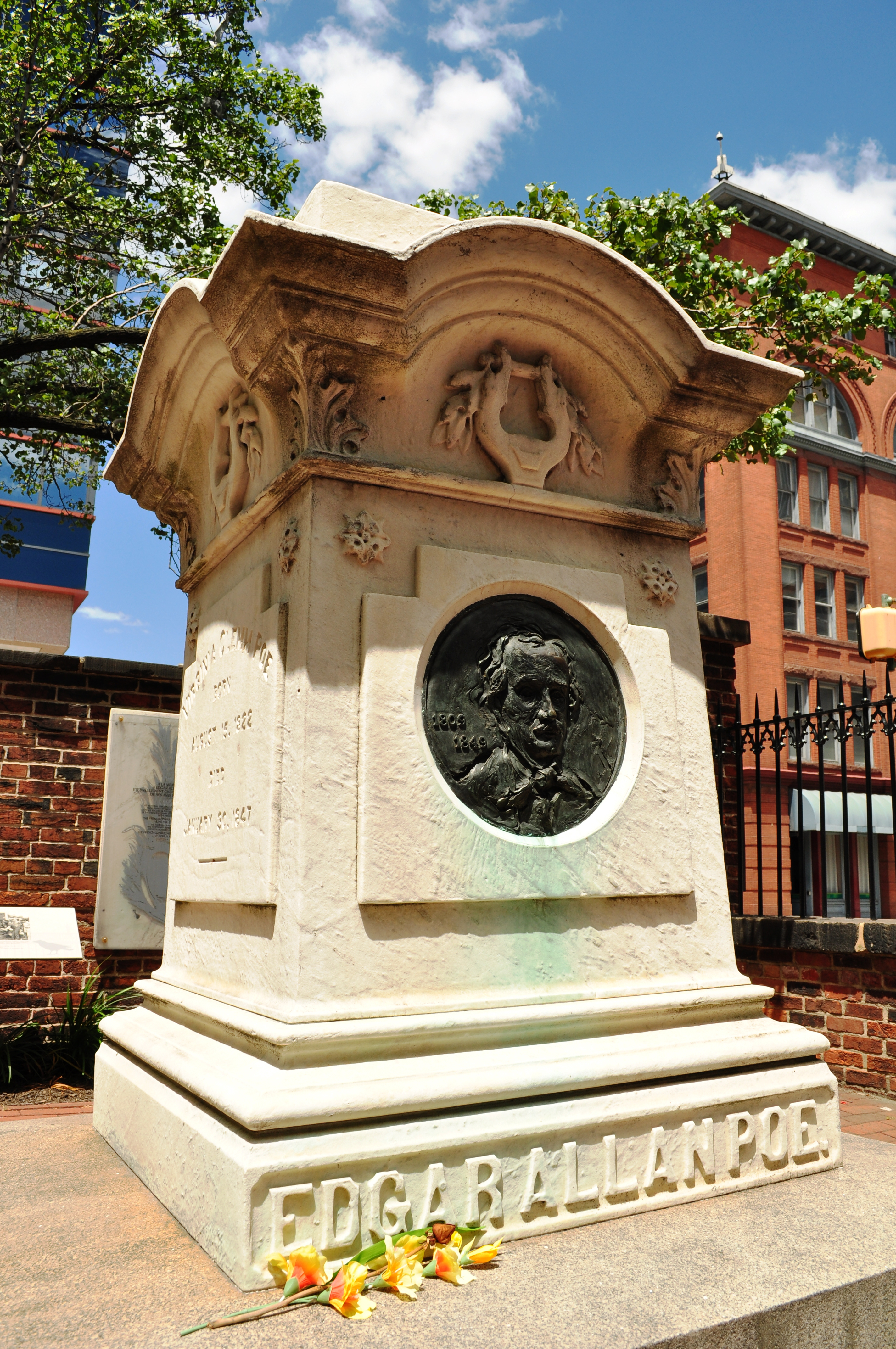
Edgar Allan Poe este înmormântat la din Baltimore, Maryland (Lat: 39.29027; Long: −76.62333); circumstanțele și cauza morții sale rămân nelămurite.

Pe 3 octombrie 1849, Poe a fost găsit semiconștient în Baltimore, „în mare suferință și... având nevoie de asistență imediată”, potrivit lui Joseph W. Walker, care l-a găsit. A fost dus la Colegiul Medical din Washington⁠(d), unde a murit duminică, 7 octombrie 1849, la 5:00 dimineața. Poe nu era suficient de coerent pentru a explica cum a ajuns în acea stare și de ce purta haine care nu erau ale lui. Se spune că el ar fi strigat în mod repetat numele „Reynolds” în noaptea dinaintea morții, deși nu este clar la cine se referea. Medicul său curant a spus că ultimele cuvinte ale lui Poe au fost: „Doamne, ajută-mi bietul suflet”. Toate dosarele medicale relevante s-au pierdut, inclusiv certificatul de deces⁠(d) al lui Poe.
Ziarele de la acea vreme au relatat moartea lui Poe ca fiind „congestie cerebrală” sau „inflamație cerebrală”, eufemisme comune pentru moartea din cauze care ar afecta reputația decedatului, cum ar fi alcoolismul. Cauza reală a morții rămâne un mister. Printre speculațiile care s-au făcut de-a lungul timpului s-au numărat delirium tremens, boli de inimă, epilepsie, sifilis, inflamație meningeală, holeră,  intoxicație cu monoxid de carbon⁠(d) și rabie. O teorie care datează din 1872 sugerează că moartea lui Poe ar fi fost victima unei răpiri în scop de fraudă electorală, pentru a fi constrâns să voteze pentru un anumit candidat, acțiuni uneori soldate cu acte de violență și chiar crime.

### „Memoriile” lui Griswold
Imediat după moartea lui Poe, rivalul său literar, Rufus Wilmot Griswold,⁠(d) a scris sub pseudonim un necrolog tendențios, plin de minciuni, în care Poe era prezentat drept un nebun și descris ca o persoană care „umblă pe străzi, în nebunie sau melancolie, cu buzele mișcându-se în blesteme nedeslușite, sau cu ochii dați pe spate în rugăciuni pătimașe, (niciodată pentru sine, căci simțea, sau mărturisea că simte că el este deja blestemat)”.
Lungul necrolog din New York Tribune⁠(d), semnat „Ludwig”, a apărut în ziua în care Poe a fost înmormântat. Curând a fost republicat în toată țara. Articolul începea: „Edgar Allan Poe a murit. A murit alaltăieri în Baltimore. Acest anunț îi va surprinde pe mulți, dar puțini vor fi întristați de el.” „Ludwig” a fost identificat în curând drept Griswold, un editor, critic și antolog care îi purta ranchiună lui Poe încă din 1842. Griswold a devenit cumva executorul literar⁠(d) al lui Poe și a încercat să distrugă reputația inamicului său după moartea acestuia.
Griswold a scris un articol biografic al lui Poe numit „Memoriile autorului”, pe care l-a inclus într-un volum de opere adunate din 1850. Acolo, el îl înfățișa pe Poe ca pe un nebun depravat, bețiv și dependent de droguri, și a inclus scrisorile lui Poe drept dovezi. Multe dintre afirmațiile lui erau fie minciuni, fie denaturări; de exemplu, dependența lui Poe de droguri este sub semnul întrebării. Cartea lui Griswold a fost denunțată de cei care îl cunoșteau bine pe Poe, inclusiv John Neal, care a publicat un articol în care îl apără pe Poe și îl atacă pe Griswold drept un „Radamant, căruia trebuie neapărat să i se plătească obolul, un degetar de notorietate în presă”. Cartea lui Griswold a devenit totuși o populară sursă biografică. Aceasta s-a întâmplat în parte pentru că era singura biografie completă disponibilă și a fost retipărită pe scară largă și, în parte, pentru că cititorii erau încântați de gândul că citesc lucrările unui om „rău”. Scrisorile pe care Griswold le-a prezentat ca dovadă au fost ulterior denunțate ca falsuri⁠(d).

## Stilul literar și temele abordate

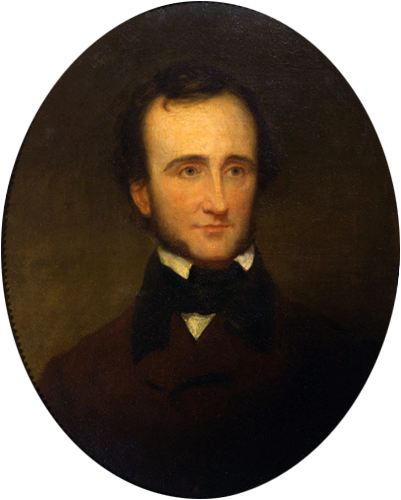
Portret din 1845 realizat de

### Genuri literare
Cele mai cunoscute opere de ficțiune ale lui Poe sunt horror gotic⁠(d), care aderă la convențiile genului pentru a satisface gusturile publicului. Cele mai recurente teme ale sale tratează problematica morții, inclusiv semnele ei fizice, efectele descompunerii, preocupările privind înmormântarea prematură, reanimarea morților și doliul. Multe dintre lucrările sale sunt, în general, considerate parte a genului romantismului întunecat⁠(d), o reacție literară la transcendentalismul care lui Poe nu i-a plăcut foarte mult. Pe adepții mișcării transcendentale el îi numea „Frog-Pondians” (în traducere liberă, iaz-cu-broașténi), după iazul de pe Boston Common⁠(d), și le-a ridiculizat scrierile drept „metaforă – care a luat-o razna”, care cad în „obscuritate de dragul obscurității”, sau în „misticism de dragul misticismului”. Poe a scris odată într-o scrisoare către Thomas Holley Chivers⁠(d) că nu îi displac transcendentaliștii, ci „doar cei pretinși și sofiști⁠(d)”.
În afară de horror, Poe a scris și satire, povești umoristice și farse. Pentru efect comic, el folosea ironia și extravaganța ridicolă, adesea în încercarea de a elibera cititorul de conformismul cultural. „Metzengerstein” este prima povestire care se știe că a fost publicată de Poe și prima sa incursiune în horror, dar a fost inițial concepută ca o satiriză burlescă⁠(d) a genului popular. Poe a reinventat și știițifico-fantasticul, răspunzând prin scriitura sa la tehnologiile emergente, cum ar fi baloanele cu aer cald, în „Farsa cu balonul”.
Mare parte din opera sa, Poe a scris-o recurgând la teme care vizează în mod special gusturile maselor cititorilor. În acest scop, ficțiunea sa a cuprins adesea elemente de pseudoștiință populară, cum ar fi frenologia și fizionomia⁠(d).

### Teoria literară
Scrierile lui Poe reflectă teoriile sale literare, pe care le-a prezentat în eseurile sale și în critică, cum ar fi „Principiul poetic⁠(d)”. Nu-i plăceau didacticismul și alegoria, deși credea că în literatură înțelesul ar trebui să fie un curent subteran aflat imediat sub suprafață. Lucrările cu semnificații prea evidente, scria el, încetează să mai fie artă. El credea că o operă de calitate ar trebui să fie scurtă și să se concentreze pe un singur efect specific. În acest scop, el credea că scriitorul ar trebui să calculeze cu atenție fiecare sentiment și idee.
Poe își descrie metoda folosită la scrierea poeziei „Corbul” în eseul „Filosofia compoziției⁠(d)” și susține că a urmat cu strictețe această metodă. S-a pus totuși întrebarea dacă el a urmat cu adevărat acest sistem. T. S. Eliot spunea: „nouă ne este greu să citim acel eseu fără să reflectăm că, dacă Poe și-ar fi întocmit poezia atât de calculat, ar fi putut munci puțin mai mult la el: rezultatul nu face neapărat cinste metodei”. Biograful Joseph Wood Krutch a descris eseul drept „un exercițiu destul de ingenios în arta raționalizării”.

## Memoria

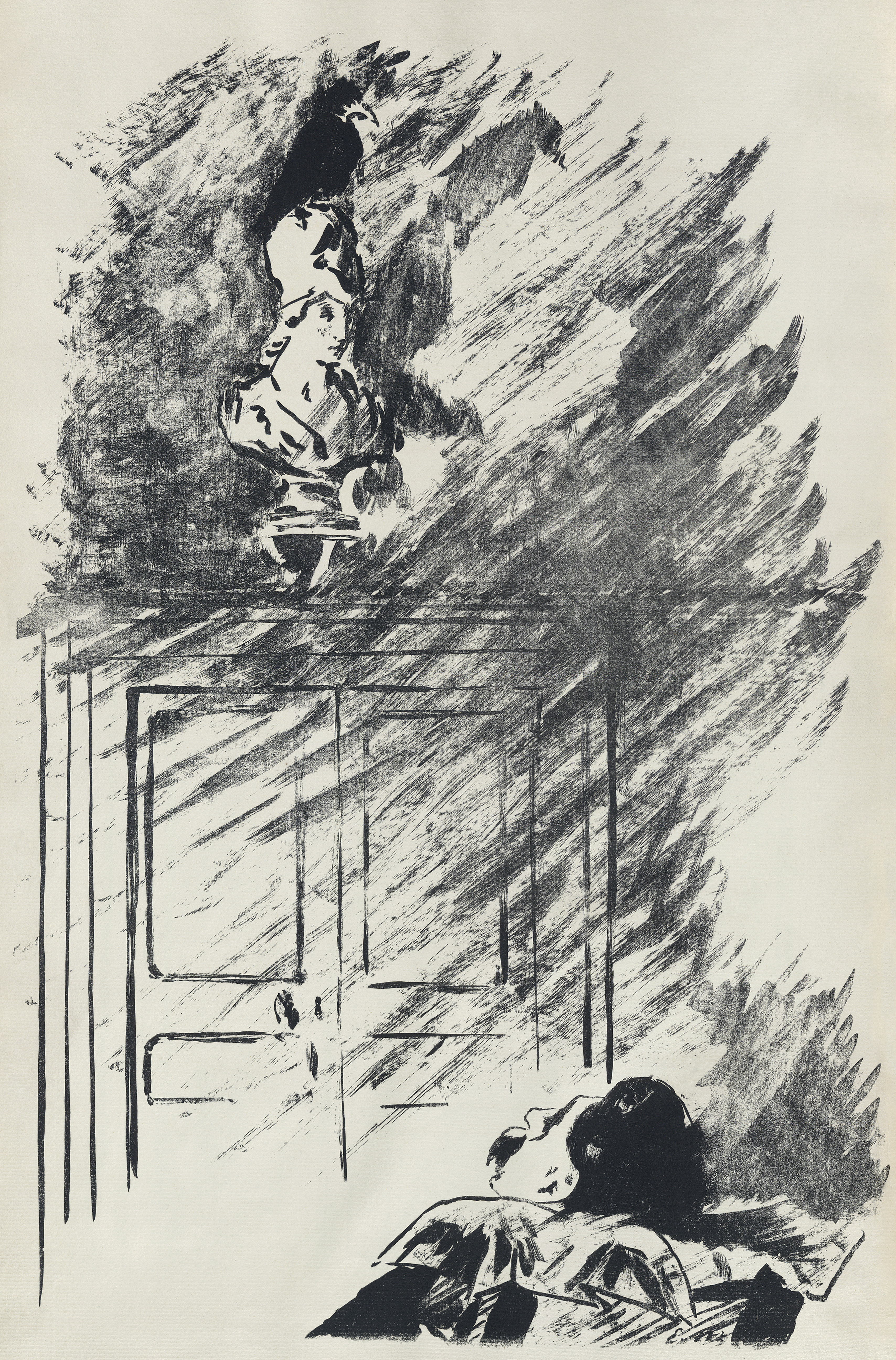
Ilustrație a impresionistului francez Édouard Manet pentru traducerea lui Stéphane Mallarmé a poeziei „Corbul”, 1875 (restaurată digital)

### Influențe
În timpul vieții sale, Poe a fost mai ales recunoscut ca critic literar. Colegul critic James Russell Lowell l-a numit „cel mai plin de discernământ, mai filozof și mai neînfricat critic al operelor imaginative care a scris în America”, sugerând — retoric — că folosea ocazional acid prusic în loc de cerneală. Recenziile caustice ale lui Poe i-au câștigat reputația de „tomahawk man”. O țintă preferată a criticilor lui Poe a fost apreciatul poet bostonez Henry Wadsworth Longfellow, care a fost adesea apărat de prietenii săi literari în ceea ce a fost numit mai târziu „Războiul lui Longfellow”. Poe l-a acuzat pe Longfellow de „erezia didacticului”, că scrie poezie care predică, neoriginală și plagiată tematic. Poe a prezis corect că reputația și stilul poeziei lui Longfellow vor scădea, concluzionand: „îi recunoaștem înalte calități, dar îi refuzăm Viitorul”.
Poe era cunoscut și ca scriitor de ficțiune și este unul dintre primii autori americani ai secolului al XIX-lea care a ajuns mai popular în Europa decât în Statele Unite. Poe este respectat în special în Franța, în parte datorită traducerilor realizate de timpuriu de Charles Baudelaire. Traducerile lui Baudelaire au devenit interpretări de referință ale operei lui Poe în Europa continentală.
Primele povestiri de ficțiune polițistă ale lui Poe, care îl prezintă cu personajul C. Auguste Dupin au pus bazele viitorilor detectivi din literatură. Sir Arthur Conan Doyle spunea: „Fiecare [din povestirile polițiste ale lui Poe] este o rădăcină din care s-a dezvoltat o întreagă literatură. ... Unde era povestirea polițistă înainte ca Poe să sufle în ea suflarea vieții?” Mystery Writers of America și-au numit premiile pentru excelență în genul lor literar „Edgars”. Scrierile lui Poe au influențat și științifico-fantasticul, în special pe Jules Verne, care a scris o continuare a romanului lui Poe Narațiunea lui Arthur Gordon Pym din Nantucket, cu titlul Sfinxul ghețarilor, cunoscut și sub titlul de Un mister antarctic. Autorul de science fiction H. G. Wells remarca: „Pym spune ce ar putea o minte foarte inteligentă să-și imagineze despre regiunea polară de sud în urmă cu un secol”. În 2013, The Guardian a citat Pym drept unul dintre cele mai bune romane scrise vreodată în limba engleză și a remarcat influența sa asupra unor autori de mai târziu, precum Doyle, Henry James, B. Traven și David Morrell⁠(d).
Autorul și istoricul genului horror HP Lovecraft a fost puternic influențat de povestirile horror ale lui Poe, dedicând influenței acestuia asupra genului o întreagă secțiune a lungului său eseu „Horror supranatural în literatură⁠(d)”. În scrisorile sale, Lovecraft îl descria pe Poe drept „Zeul ficțiunii”. Poveștile mai vechi ale lui Lovecraft exprimă o influență semnificativă a lui Poe. O lucrare ulterioară, At the Mountains of Madness⁠(d), îl citează și a fost influențată de Narațiunea lui Arthur Gordon Pym din Nantucket. Lovecraft a folosit pe scară largă și unitatea de efect a lui Poe în ficțiunea sa. Alfred Hitchcock a spus odată: „m-am apucat să fac filme cu suspans pentru că mi-au plăcut atât de mult poveștile lui Edgar Allan Poe”. Multe referiri la operele lui Poe sunt prezente în romanele lui Vladimir Nabokov.
Ca mulți artiști celebri, lucrările lui Poe au dat naștere unor imitatori. O modă printre imitatorii lui Poe a fost aceea de a se pretinde clarvăzători sau mediumuri care „canalizează” poezii din spiritul lui Poe. Una dintre cele mai notabile dintre aceștia a fost Lizzie Doten⁠(d), care a publicat Poems from the Inner Life în 1863, în care pretindea că a „primit” noi compoziții de la spiritul lui Poe. Compozițiile erau reluări ale unor poezii celebre ale lui Poe, cum ar fi „Clopotele”, dar care reflectau o perspectivă nouă, pozitivă.

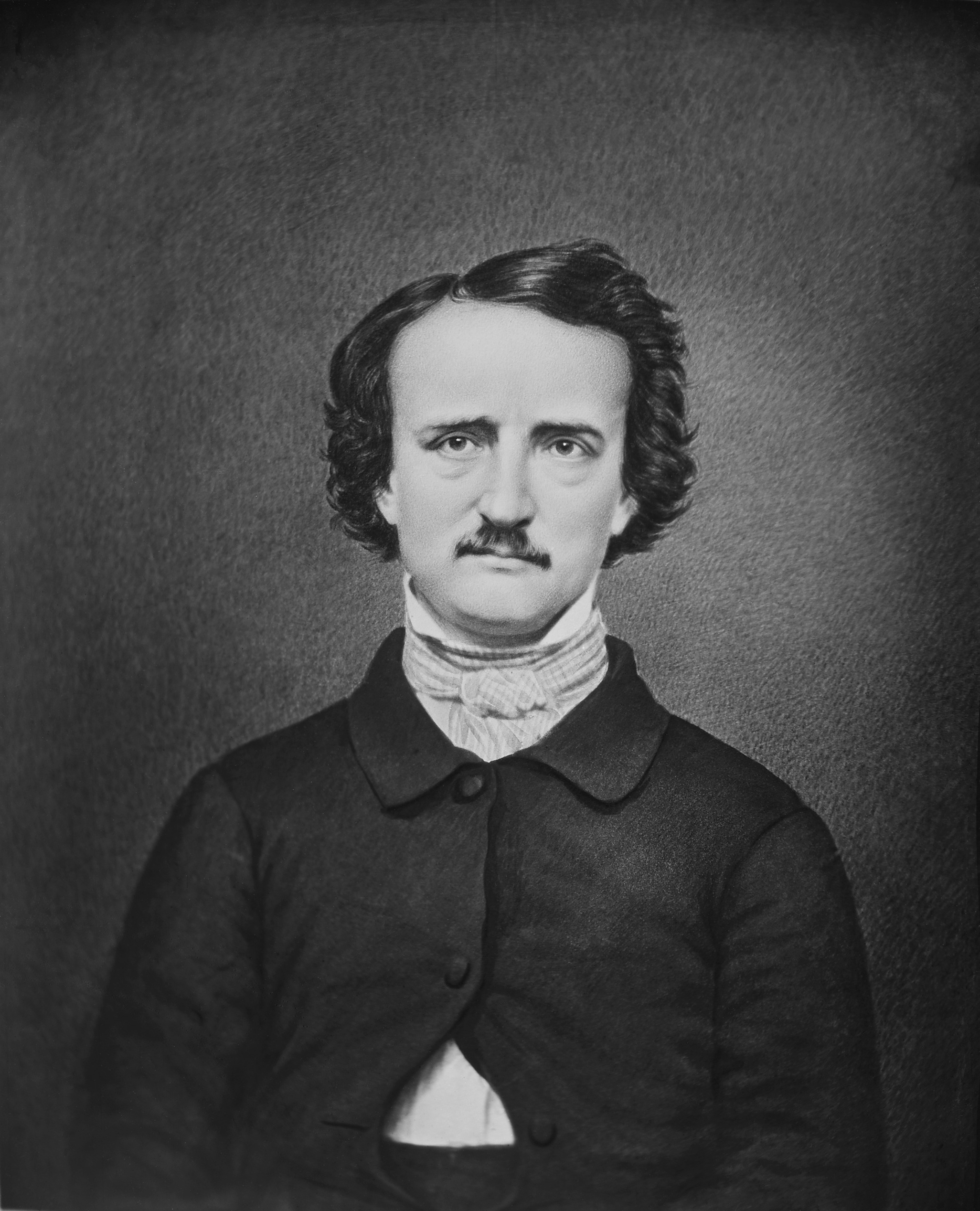
Poe, într-o versiune modernă, retușată, a daghereotipului "Ultima Thule"

Chiar și așa, Poe a avut parte și de critici. Aceasta se datorează parțial percepției negative asupra caracterului său personal și influenței acestei percepții asupra reputației sale. William Butler Yeats l-a criticat uneori pe Poe și l-a numit odată „vulgar”. Transcendentalistul Ralph Waldo Emerson a reacționat la „Corbul” spunând „Nu văd nimic în ea”, și l-a ironizat pe Poe drept „omul jingle”. Aldous Huxley a scris că scriitura lui Poe „cade în vulgaritate” fiind „prea poetică” – echivalentul cu purtarea unui inel cu diamante la fiecare deget.
Se crede că s-au mai păstrat doar douăsprezece exemplare din prima carte a lui Poe Tamerlane and Other Poems. În decembrie 2009, un exemplar s-a vândut la casa de licitații Christie's⁠(d) din New York pentru 662.500 de dolari, un preț record plătit pentru o operă de literatură americană. 

### Fizică și cosmologie
Eureka: A Prose Poem⁠(d), un eseu scris în 1848, cuprindea o teorie cosmologică care anticipa teoria Big Bang ce avea să fie elaborată 80 de ani mai târziu, precum și prima soluție plauzibilă la paradoxul lui Olbers. În Eureka, Poe s-a îndepărtat de metoda științifică și a scris din pură intuiție. Din acest motiv, el a considerat eseul o operă de artă, nu o lucrare științifică, dar a insistat că este totuși adevărat și l-a considerat a fi capodopera carierei sale. Eureka este, totuși, plin de erori științifice. Ceea ce propunea Poe ignora cu desăvârșire principiile newtoniene referitoare la densitatea și rotația planetelor.

### Criptografie
Poe era foarte interesat de criptografie. El a publicat un anunț despre aptitudinile sale în ziarul din Philadelphia Alexander's Weekly (Express) Messenger, invitând publicul să-i trimită cifruri pe care el a început să le rezolve. În iulie 1841, Poe a publicat un eseu intitulat „Câteva cuvinte despre scrierea secretă” în Graham’s Magazine. Valorificând interesul publicului față de subiect, el a scris „Cărăbușul de aur” încorporând cifrurile ca parte esențială a poveștii. Succesul lui Poe cu criptografia s-a bazat nu atât pe cunoștințele sale profunde din acest domeniu (metoda lui se limita la simple criptograme de substituție), cât pe cunoștințele sale despre cultura revistelor și ziarelor. Ascuțitele sale abilități analitice, care reieșeau atât de evident din poveștile sale polițiste, i-au permis să înțeleagă că, în mare măsură, publicul larg nu cunoștea metodele prin care se poate rezolva o simplă criptogramă de substituție și a folosit acest lucru în avantajul său. Senzația pe care Poe a creat-o cu cascadoriile sale criptografice a jucat un rol major în popularizarea criptogramelor în ziare și reviste.
Două cifruri pe care le-a publicat în 1841 sub semnătura „W. B. Tyler” au fost rezolvate abia în 1992, respectiv 2000. Unul era un citat din piesa lui Joseph Addison Cato; celălalt se bazează probabil pe o poezie a lui Hester Thrale⁠(d).
Poe a avut o influență asupra criptografiei dincolo de creșterea interesului public în timpul vieții sale. William Friedman⁠(d), cel mai important criptolog al Americii, a fost puternic influențat de Poe. Interesul lui Friedman pentru criptografie a fost stârnit de lectura „Cărăbușului de aur” în copilărie, interes pe care l-a folosit mai târziu în descifrarea codului PURPLE⁠(d) al Japoniei în timpul celui de al Doilea Război Mondial.

## În cultura populară

### Ca personaj
Personajul istoric Edgar Allan Poe a apărut ca personaj fictiv, adesea pentru a reprezenta tipologia „geniului nebun” sau „artistului chinuit” și pentru a-i exploata dificultățile personale. Multe astfel de reprezentări se îmbină și cu personajele din poveștile sale, sugerând că Poe și personajele sale împărtășesc identități. Adesea, reprezentările fictive ale lui Poe își folosesc abilitățile de a rezolva misterele în romane precum The Poe Shadow⁠(d) de Matthew Pearl⁠(d).

### Case, locuri și muzee

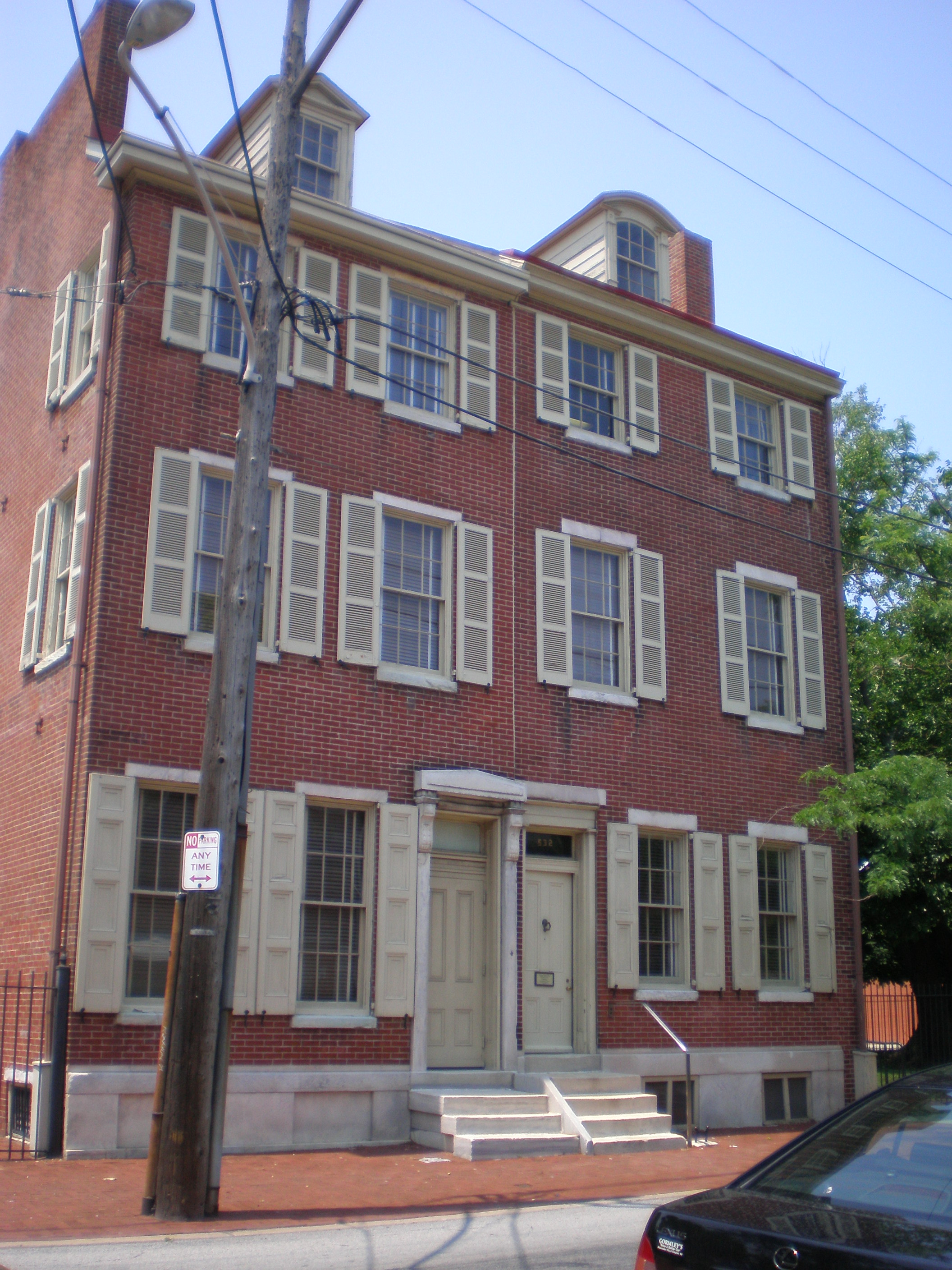
din Philadelphia este una dintre mai multele foste reședințe ale lui Poe păstrate până azi.

Nicio casă din copilăria lui Poe nu mai este în picioare, nici moșia Moldavia a familiei Allan. Cea mai veche casă din Richmond, Old Stone House, este folosită ca Muzeul Edgar Allan Poe⁠(d), deși Poe nu a locuit niciodată acolo. Colecția cuprinde multe obiecte pe care Poe le-a folosit în timpul petrecut cu familia Allan, precum și câteva exemplare rare din primele ediții ale lucrărilor lui Poe. 13 West Range este camera de cămin pe care se crede că a folosit-o Poe în timp ce studia la Universitatea Virginiei în 1826; este conservată și poate fi vizitată. Întreținerea aceseuia este supervizată de un grup de studenți și angajați cunoscut sub numele de Societatea Corbului⁠(d).
Cea mai veche casă în care a trăit Poe și care s-a păstrat este în Baltimore, păstrată drept Casa și Muzeul Edgar Allan Poe⁠(d). Se crede că Poe a locuit în acea casă la vârsta de 23 de ani, când a locuit pentru prima dată cu Maria Clemm și Virginia (precum și cu bunica sa și, posibil, fratele său William Henry Leonard Poe). Este deschisă publicului și în ea își are sediul Societatea Edgar Allan Poe. Dintre cele câteva case pe care Poe, soția sa Virginia și soacra sa Maria le-au închiriat în Philadelphia, doar ultima casă s-a păstrat. Casa Spring Garden, unde autorul a locuit în 1843–1844, este astăzi administrată de National Park Service⁠(d) sub titulatura de Situl Istoric Național Edgar Allan Poe⁠(d). Ultima casă a lui Poe este păstrată ca Edgar Allan Poe Cottage⁠(d) în Bronx.
În Boston, o placă comemorativă de pe strada Boylston se află la câteva străzi distanță de locul real al nașterii lui Poe. Casa unde s-a născut el, în Carver Street nr. 62 nu mai există; strada însăși și-a schimbat numele în „Charles Street South”. O „piață” de la intersecția străzilor Broadway, Fayette și Carver fusese cândva numită în onoarea sa, dar a dispărut când străzile au fost reamenajate. În 2009, intersecția străzilor Charles și Boylston (la două străzi nord de locul său natal) a fost denumită „Piața Edgar Allan Poe”.
În martie 2014, s-a finalizată campania de strângere de fonduri pentru construirea în această locație a unei sculpturi memoriale permanente, intitulată Poe revenind la Boston⁠(d). Designul câștigător al lui Stefanie Rocknak⁠(d) îl înfățișează pe Poe în mărime naturală mergând cu pași mari împotriva vântului, însoțit de un corb zburător; ținând în mână o valiză cu capacul deschis, din care curge în spate o „urmă de hârtii”, cu lucrări literare încorporate în trotuar. La dezvelirea din 5 octombrie 2014 a participat fostul poet laureat⁠(d) american Robert Pinsky⁠(d).
Printre alte locuri legate de Poe se numără o clădire din Upper West Side, unde Poe a locuit temporar când s-a mutat prima dată la New York. O placă sugerează că Poe ar fi scris „Corbul” aici. Pe insula Sullivan din Charleston, Carolina de Sud, decorul poveștii lui Poe „Cărăbușul de aur” și unde Poe a servit în armată în 1827 la Fort Moultrie, există un restaurant numit Poe's Tavern. În Fell's Point, Baltimore⁠(d), încă mai stă un bar unde legenda spune că Poe ar fi fost văzut ultima dată bând înainte de moartea sa. Barul se numește The Horse You Came in On (lit. „Calul pe care ai intrat”), iar tradiția locală insistă că prin încăperile de la etajul de deasupra bântuie o fantomă pe care localnicii o numesc „Edgar”.

### Fotografii

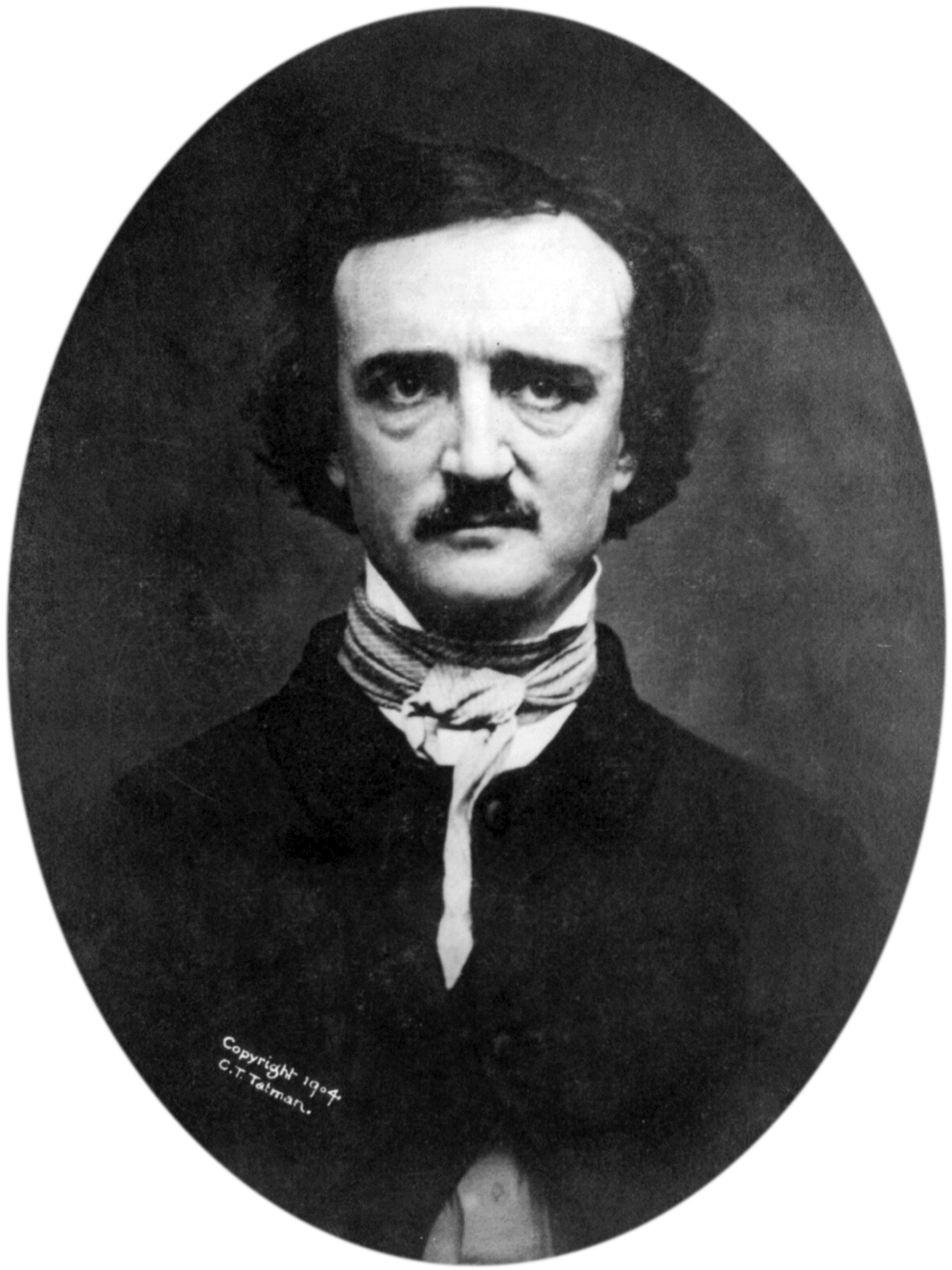
Daghereotipul „Ultima Thule” al lui Poe din 1848

Daghereotipurile vechi ale lui Poe continuă să trezească un mare interes în rândul istoricilor literari. Printre acestea se remarcă:
- „Ultima Thule” (lit. „Descoperirea îndepărtată”) în cinstea noii tehnici fotografice; realizată în noiembrie 1848 la Providence, Rhode Island, probabil de Edwin H. Manchester
- „Annie”, dăruit prietenei lui Poe, Annie L. Richmond; probabil făcută în iunie 1849 în Lowell, Massachusetts, fotograf necunoscut

### Poe Toaster
Între 1949 și 2009, în fiecare zi de 19 ianuarie, un vizitator necunoscut numit cu afecțiune Poe Toaster lăsa câte o sticlă de coniac și trei trandafiri pe mormântul originar al lui Poe. Sam Porpora a fost istoric la Biserica Westminster din Baltimore, unde este înmormântat Poe; el a susținut pe 15 august 2007 că ar fi început tradiția în 1949. Porpora a spus că ar fi făcut aceasta la început în scopul de a strânge bani pentru biserică și pentru a o face cunoscută. Povestea lui nu a fost confirmată și unele detalii pe care le-a dat presei sunt inexacte din punct de vedere factual. Ultima apariție a Poe Toasterului a fost pe 19 ianuarie 2009, ziua bicentenarului lui Poe.

## Listă de lucrări selectate
Povestiri
- „Pisica neagră”
- „Balerca de Amontillado”
- „O pogorâre în Maelström”
- „Faptele în cazul domnului Valdemar”
- „Prăbușirea Casei Usher”
- „Cărăbușul de aur”
- „Hopa-Hop sau opt urangutani înlănțuiți”
- „Demonul perversității”
- „Ligeia”
- „Masca Morții Roșii”
- „Morella”
- „Crimele din Rue Morgue”
- „Never Bet the Devil Your Head⁠(d)”
- „Portretul oval”
- „Hruba și pendulul”
- „Îngropat de viu”
- „Scrisoarea furată”
- „Sistemul doctorului Catran și al profesorului Pană”
- „Inima care-și spune taina”
- „Loss of Breath⁠(d)”

Poezii
- „Al Aaraaf⁠(d)”
- „Annabel Lee”
- „Clopotele”
- „Cetatea din mare”
- „Viermele biruitor”
- „Un vis într-un vis”
- „Eldorado”
- „Eulalie”
- „Palatul bântuit”
- „Către Helen”
- „Lenore”
- „Tamerlane⁠(d)”
- „Corbul”
- „Ulalume”

Alte lucrări
- Politian⁠(d) (1835) – singura piesă de teatru a lui Poe
- Aventurile lui Arthur Gordon Pym din Nantucket (1838) – singurul roman terminat al lui Poe
- Jurnalul lui Julius Rodman⁠(d) (1840) – un al doilea roman, neterminat, al lui Poe
- „Farsa cu balonul” (1844) – o farsă⁠(d) jurnalistică tipărită ca o poveste adevărată
- „Filosofia compoziției⁠(d)” (1846) – eseu
- „Eureka: o poezie în proză⁠(d)” (1848) – eseu
- „Principiul poetic⁠(d)” (1848) – eseu
- „Farul⁠(d)” (1849) – ultima lucrare incompletă a lui Poe

Traduceri în limba română
- Edgar Allan Poe, Poemele lui Edgar Poe, traduse din limba engleză în forma lor cu studiu introductiv de Emil Gulian, București, 1938
- Edgar Allan Poe, Annabel Lee și alte poeme: versuri, ediție îngrijită, prefață, cronologie, note și comentarii de Liviu Cotrău, Editura Univers, București, 1987
- Edgar Allan Poe, Prăbușirea Casei Usher: Schițe, nuvele, povestiri (1831-1842), ediție îngrijită, prefață, cronologie, note și comentarii de Liviu Cotrău, Editura Univers, București, 1990
- Edgar Allan Poe, Poeme, tălmăcire de Liviu Cotrău, Editura Casa Cărții de Știință, Cluj-Napoca, 2014.